# La rueda de la vida
La rueda de la vida és una pel·lícula dramàtica espanyola del 1942 dirigida per Eusebio Fernández Ardavín.

## Sinopsi
La cantant Nina Luján s'enamora d'Alberto, un compositor que es fa famós a Amèrica i tots dos tornen a trobar-se al cap dels anys, quan ella ha ingressat en un asil després del seu fracàs com a cantant. Tots dos s'han conegut a una sínia, símbol de la vida que dona voltes.

## Repartiment
- Ismael Merlo - Alberto del Vall
- Antoñita Colomé - Nina Luján
- Gabriel Algara - Don Ricardo
- Pedro Barreto - Peter
- Eduardo Stern - Enrique
- Alfonso Mancheño - Federico
- Elisa Cavalcanti - Criada
- Antonio Bayón - Don Rosendo
- Xan das Bolas - Juanito
- Salvador Videgaín
- M. Romero Hita - Francisco
- Antonio Casas - Javier
- Esperanza Hidalgo - Trini
- Elena Salvador

## Premis
Va rebre el tercer premi als Premis del Sindicat Nacional de l'Espectacle de 1942.